# Magnar Solberg
Magnar Solberg   (Soknedal, 4 de febrer de 1937) és un biatleta noruec, ja retirat, que va competir durant les dècades de 1960 i 1970.
El 1968 va prendre part en els Jocs Olímpics d'Hivern de Grenoble, on disputà dues proves del programa de biatló. Guanyà la medalla d'or en la cursa dels 20 quilòmetres i la de plata en la de relleus. Quatre anys més tard, als Jocs de Sapporo, tornà a disputar dues proves del programa de biatló. Revalidà la medalla d'or en la cursa dels 20 quilòmetres, mentre en la de relleus fou quart. En el seu palmarès també destaquen tres medalles de plata i dues de bronze al Campionat del món de biatló, entre el de 1969 i el de 1971.
El 1968 fou recompensat amb la Morgenbladets Gullmedalje. Pels seus èxits, va ser escollit com a abanderat noruec en la cerimònia d'inauguració als Jocs Olímpics d'Hivern de 1972, mentre als de 1994 a Lillehammer,fou un dels 16 ex-atletes noruecs escollits per dur la bandera olímpica a la cerimònia inaugural.